# Гирао, Хосе
Хосе́ Гира́о Кабре́ра (исп. José Guirao Cabrera; 9 июня 1959, Пульпи, провинция Альмерия — 11 июля 2022, Мадрид) — испанский эксперт в области современного искусства, чиновник в области культуры. В 1994—2001 годах занимал пост директора Центра искусств королевы Софии. В 2018—2020 годах занимал должность министра культуры и спорта Испании в правительстве Педро Санчеса.

## Биография
Хосе Гирао — дипломированный филолог, специалист по испанской литературе, выпускник Мурсийского университета. С 1988 года служил в Севилье генеральным директором культурного наследия в правительстве Андалусии. С 1993 года занимался реализацией таких значимых проектов, как генеральный план культурного наследия Андалусии, закон об историческом наследии Андалусии и Центр современного искусства Андалусии и Институт исторического наследия Андалусии. В Мадриде на должности директора Центра искусств королевы Софии с 1994 года занимался переоформлением постоянной коллекции и проектом расширения площадей музея. С 2001 года возглавлял мадридскую социально-культурную площадку La Casa Encendida, с 2013 года — Фонд Montemadrid, призванного улучшить качество культурной жизни людей с ограниченными социальными возможностями.
В июне 2018 года Хосе Гирао был назначен министром культуры и спорта Испании на смену ушедшему в отставку Максиму Уэрте. Пробыл на этом посту до января 2020 года.
Скончался 11 июля 2022 года от рака.